# Hogna alticeps
Hogna alticeps là một loài nhện trong họ Lycosidae.
Loài này thuộc chi Hogna. Hogna alticeps được Kroneberg miêu tả năm 1875.